# 2022–2023-as UEFA-bajnokok ligája (egyenes kieséses szakasz)
A 2022–2023-as UEFA-bajnokok ligája egyenes kieséses szakasza 2023. február 14-én kezdődött és június 10-én ér véget. Az egyenes kieséses szakaszban az a tizenhat csapat vesz részt, amelyek a csoportkör során a saját csoportjuk első két helyének valamelyikén végeznek.

## Fordulók és időpontok
A mérkőzések időpontjai a következők.
| Forduló       | Sorsolás dátuma   | 1. mérkőzés                                           | 2. mérkőzés                                           |
| ------------- | ----------------- | ----------------------------------------------------- | ----------------------------------------------------- |
| Nyolcaddöntők | 2022. november 7. | 2023. február 14–15., 21–22.                          | 2023. március 7–8., 14–15.                            |
| Negyeddöntők  | 2023. március 17. | 2023. április 11–12.                                  | 2023. április 18–19.                                  |
| Elődöntők     | 2023. március 17. | 2023. május 9–10.                                     | 2023. május 16–17.                                    |
| Döntő         | 2023. március 17. | 2023. június 10., Atatürk Olimpiai Stadion, Isztambul | 2023. június 10., Atatürk Olimpiai Stadion, Isztambul |

## Lebonyolítás
A döntő kivételével mindegyik mérkőzés oda-visszavágós rendszerben zajlik. A két találkozó végén az összesítésben több gólt szerző csapat jut tovább a következő körbe. Ha az összesítésnél az eredmény döntetlen, akkor 30 perces hosszabbítást következik a második mérkőzés rendes játékidejének lejárta után. Ha a 2x15 perces hosszabbítás után is egyenlő az állás, akkor büntetőpárbajra kerül sor.
A nyolcaddöntők sorsolásakor figyelembe veszik, hogy minden párosításnál egy csoportgyőztes és egy másik csoport csoportmásodika mérkőzzön egymással. Az egyetlen korlátozás a sorsoláskor, hogy a nyolcaddöntőkben azonos tagországba tartozó, illetve az azonos csoportból továbbjutók nem játszhatnak egymás ellen. A negyeddöntőktől kezdődően ez a korlátozás nincs érvényben.
A döntőben a győztesről egy mérkőzés dönt. A rendes játékidő végén döntetlen esetén hosszabbítást játszanak, ha ezután is döntetlen marad az eredmény, akkor büntetőpárbaj következik.

## Továbbjutott csapatok
| Csoport   | Csoportelső (kiemeltek) | Csoportmásodik (nem kiemeltek) |
| --------- | ----------------------- | ------------------------------ |
| A csoport | Napoli                  | Liverpool                      |
| B csoport | Porto                   | Club Brugge                    |
| C csoport | Bayern München          | Internazionale                 |
| D csoport | Tottenham Hotspur       | Eintracht Frankfurt            |
| E csoport | Chelsea                 | Milan                          |
| F csoport | Real Madrid             | RB Leipzig                     |
| G csoport | Manchester City         | Borussia Dortmund              |
| H csoport | Benfica                 | Paris Saint-Germain            |

## Nyolcaddöntők
A sorsolást 2022. november 7-én, 12 órától tartották. Az első mérkőzéseket 2023. február 14. és 22. között, a visszavágókat március 7. és 15. között játszották.

### Párosítások
| 1. csapat           | Össz.Tooltip Aggregate score | 2. csapat         | 1. mérk. | 2. mérk. |
| ------------------- | ---------------------------- | ----------------- | -------- | -------- |
| RB Leipzig          | 1–8                          | Manchester City   | 1–1      | 0–7      |
| Club Brugge         | 1–7                          | Benfica           | 0–2      | 1–5      |
| Liverpool           | 2–6                          | Real Madrid       | 2–5      | 0–1      |
| Milan               | 1–0                          | Tottenham Hotspur | 1–0      | 0–0      |
| Eintracht Frankfurt | 0–5                          | Napoli            | 0–2      | 0–3      |
| Borussia Dortmund   | 0–2                          | Chelsea           | 1–0      | 0–2      |
| Internazionale      | 1–0                          | Porto             | 1–0      | 0–0      |
| Paris Saint-Germain | 0–3                          | Bayern München    | 0–1      | 0–2      |

### Mérkőzések
| 2023. február 22. 21:00 |

| RB Leipzig   | 1–1               | Manchester City |
| ------------ | ----------------- | --------------- |
| Gvardiol 70' | (0–1) Jegyzőkönyv | Mahrez 27'      |

| Red Bull Arena, Lipcse Játékvezető: Serdar Gözübüyük (holland) |

| 2023. március 14. 21:00 (20:00 GMT) |

| Manchester City                                                       | 7–0               | RB Leipzig |
| --------------------------------------------------------------------- | ----------------- | ---------- |
| Haaland 22' (11-esből) 24' 45+2' 53' 57' Gündoğan 49' De Bruyne 90+2' | (3–0) Jegyzőkönyv |            |

| City of Manchester Stadion, Manchester Játékvezető: Slavko Vinčić (szlovén) |

| 2023. február 15. 21:00 |

| Club Brugge | 0–2               | Benfica                             |
| ----------- | ----------------- | ----------------------------------- |
|             | (0–0) Jegyzőkönyv | João Mário 51' (11-esből) Neres 88' |

| Jan Breydel Stadion, Brugge Játékvezető: Davide Massa (olasz) |

| 2023. március 7. 21:00 (20:00 WET) |

| Benfica                                                          | 5–1               | Club Brugge      |
| ---------------------------------------------------------------- | ----------------- | ---------------- |
| R. Silva 38' Ramos 45+2' 57' João Mário 71' (11-esből) Neres 77' | (2–0) Jegyzőkönyv | Bjorn Meijer 87' |

| Estádio da Luz, Lisszabon Játékvezető: Halil Umut Meler (török) |

| 2023. február 21. 21:00 (20:00 GMT) |

| Liverpool           | 2–5               | Real Madrid                                  |
| ------------------- | ----------------- | -------------------------------------------- |
| Núñez 4' Szaláh 14' | (2–2) Jegyzőkönyv | Vinícius 21' 36' Militão 47' Benzema 55' 67' |

| Anfield, Liverpool Játékvezető: Kovács István (román) |

| 2023. március 15. 21:00 |

| Real Madrid | 1–0               | Liverpool |
| ----------- | ----------------- | --------- |
| Benzema 78' | (0–0) Jegyzőkönyv |           |

| Santiago Bernabéu, Madrid Játékvezető: Felix Zwayer (német) |

| 2023. február 14. 21:00 |

| Milan   | 1–0               | Tottenham Hotspur |
| ------- | ----------------- | ----------------- |
| Díaz 7' | (1–0) Jegyzőkönyv |                   |

| San Siro, Milánó Játékvezető: Sandro Schärer (svájci) |

| 2023. március 8. 21:00 (20:00 GMT) |

| Tottenham Hotspur | 0–0         | Milan |
| ----------------- | ----------- | ----- |
|                   | Jegyzőkönyv |       |

| Tottenham Hotspur Stadion, London Játékvezető: Clément Turpin (francia) |

| 2023. február 21. 21:00 |

| Eintracht Frankfurt | 0–2               | Napoli                     |
| ------------------- | ----------------- | -------------------------- |
|                     | (0–1) Jegyzőkönyv | Osimhen 40' Di Lorenzo 65' |

| Commerzbank-Arena, Frankfurt Játékvezető: Artur Soares Dias (portugál) |

| 2023. március 15. 21:00 |

| Napoli                                     | 3–0               | Eintracht Frankfurt |
| ------------------------------------------ | ----------------- | ------------------- |
| Osimhen 45+2' 53' Zieliński 64' (11-esből) | (1–0) Jegyzőkönyv |                     |

| Diego Armando Maradona Stadion, Nápoly Játékvezető: Anthony Taylor (angol) |

| 2023. február 15. 21:00 |

| Borussia Dortmund | 1–0               | Chelsea |
| ----------------- | ----------------- | ------- |
| Adeyemi 63'       | (0–0) Jegyzőkönyv |         |

| Signal Iduna Park, Dortmund Játékvezető: Jesús Gil Manzano (spanyol) |

| 2023. március 7. 21:00 (20:00 GMT) |

| Chelsea                             | 2–0               | Borussia Dortmund |
| ----------------------------------- | ----------------- | ----------------- |
| Sterling 43' Havertz 53' (11-esből) | (1–0) Jegyzőkönyv |                   |

| Stamford Bridge, London Játékvezető: Danny Makkelie (holland) |

| 2023. február 22. 21:00 |

| Internazionale | 1–0               | Porto |
| -------------- | ----------------- | ----- |
| Lukaku 86'     | (0–0) Jegyzőkönyv |       |

| San Siro, Milánó Játékvezető: Srđan Jovanović (szerb) |

| 2023. március 14. 21:00 (20:00 WET) |

| Porto | 0–0         | Internazionale |
| ----- | ----------- | -------------- |
|       | Jegyzőkönyv |                |

| Estádio do Dragão, Porto Játékvezető: Szymon Marciniak (lengyel) |

| 2023. február 14. 21:00 |

| Paris Saint-Germain | 0–1               | Bayern München |
| ------------------- | ----------------- | -------------- |
|                     | (0–0) Jegyzőkönyv | Coman 53'      |

| Parc des Princes, Párizs Játékvezető: Michael Oliver (angol) |

| 2023. március 8. 21:00 |

| Bayern München               | 2–0               | Paris Saint-Germain |
| ---------------------------- | ----------------- | ------------------- |
| Choupo-Moting 61' Gnabry 89' | (0–0) Jegyzőkönyv |                     |

| Allianz Arena, München Játékvezető: Daniel Orsato (olasz) |

## Negyeddöntők
A negyeddöntők, az elődöntők és a döntő pályaválasztójának sorsolását 2023. március 17-én tartották. A negyeddöntő első mérkőzéseit 2023. április 11-én és 12-én, a második mérkőzéseket április 18-án és 19-én játszották.

### Párosítások
| 1. csapat       | Össz.Tooltip Aggregate score | 2. csapat      | 1. mérk. | 2. mérk. |
| --------------- | ---------------------------- | -------------- | -------- | -------- |
| Real Madrid     | 4–0                          | Chelsea        | 2–0      | 2–0      |
| Benfica         | 3–5                          | Internazionale | 0–2      | 3–3      |
| Manchester City | 4–1                          | Bayern München | 3–0      | 1–1      |
| Milan           | 2–1                          | Napoli         | 1–0      | 1–1      |

1. ↑  A sorsoláshoz képest a pályaválasztói jogot felcserélték.

### Mérkőzések
| 2023. április 12. 21:00 |

| Real Madrid             | 2–0               | Chelsea |
| ----------------------- | ----------------- | ------- |
| Benzema 21' Asensio 74' | (1–0) Jegyzőkönyv |         |

| Santiago Bernabéu, Madrid Játékvezető: François Letexier (francia) |

| 2023. április 18. 21:00 (20:00 BST) |

| Chelsea | 0–2               | Real Madrid     |
| ------- | ----------------- | --------------- |
|         | (0–0) Jegyzőkönyv | Rodrygo 58' 80' |

| Stamford Bridge, London Játékvezető: Daniele Orsato (olasz) |

| 2023. április 11. 21:00 (20:00 WEST) |

| Benfica | 0–2               | Internazionale                    |
| ------- | ----------------- | --------------------------------- |
|         | (0–0) Jegyzőkönyv | Barella 51' Lukaku 82' (11-esből) |

| Estádio da Luz, Lisszabon Játékvezető: Michael Oliver (angol) |

| 2023. április 19. 21:00 |

| Internazionale                      | 3–3               | Benfica                             |
| ----------------------------------- | ----------------- | ----------------------------------- |
| Barella 14' Martínez 65' Correa 78' | (1–1) Jegyzőkönyv | Aursnes 38' A. Silva 86' Musa 90+5' |

| Giuseppe Meazza Stadion, Milánó Játékvezető: Carlos del Cerro Grande (spanyol) |

| 2023. április 11. 21:00 (20:00 BST) |

| Manchester City                 | 3–0               | Bayern München |
| ------------------------------- | ----------------- | -------------- |
| Rodri 27' Silva 70' Haaland 76' | (1–0) Jegyzőkönyv |                |

| Manchesteri Városi Stadion, Manchester Játékvezető: Jesús Gil Manzano (spanyol) |

| 2023. április 19. 21:00 |

| Bayern München         | 1–1               | Manchester City |
| ---------------------- | ----------------- | --------------- |
| Kimmich 83' (11-esből) | (0–0) Jegyzőkönyv | Haaland 57'     |

| München Aréna, München Játékvezető: Clément Turpin (francia) |

| 2023. április 12. 21:00 |

| Milan        | 1–0               | Napoli |
| ------------ | ----------------- | ------ |
| Bennacer 40' | (1–0) Jegyzőkönyv |        |

| Giuseppe Meazza Stadion, Milánó Játékvezető: Kovács István (román) |

| 2023. április 18. 21:00 |

| Napoli        | 1–1               | Milan      |
| ------------- | ----------------- | ---------- |
| Osimhen 90+3' | (0–1) Jegyzőkönyv | Giroud 43' |

| Diego Armando Maradona Stadion, Nápoly Játékvezető: Szymon Marciniak (lengyel) |

## Elődöntők
Az első mérkőzéseket 2023. május 9-én és 10-én, a második mérkőzéseket május 16-án és 17-én játszották.

### Párosítások
| 1. csapat   | Össz.Tooltip Aggregate score | 2. csapat       | 1. mérk. | 2. mérk. |
| ----------- | ---------------------------- | --------------- | -------- | -------- |
| Milan       | 0–3                          | Internazionale  | 0–2      | 0–1      |
| Real Madrid | 1–5                          | Manchester City | 1–1      | 0–4      |

### Mérkőzések
| 2023. május 10. 21:00 |

| Milan | 0–2               | Internazionale         |
| ----- | ----------------- | ---------------------- |
|       | (0–2) Jegyzőkönyv | Džeko 8' Mhitarján 11' |

| Giuseppe Meazza Stadion, Milánó Játékvezető: Jesús Gil Manzano (spanyol) |

| 2023. május 16. 21:00 |

| Internazionale | 1–0               | Milan |
| -------------- | ----------------- | ----- |
| Martinez 74'   | (0–0) Jegyzőkönyv |       |

| Giuseppe Meazza Stadion, Milánó Játékvezető: Clément Turpin (francia) |

| 2023. május 9. 21:00 |

| Real Madrid  | 1–1               | Manchester City |
| ------------ | ----------------- | --------------- |
| Vinícius 36' | (1–0) Jegyzőkönyv | De Bruyne 67'   |

| Santiago Bernabéu, Madrid Játékvezető: Artur Soares Dias (portugál) |

| 2023. május 17. 21:00 (20:00 BST) |

| Manchester City                                 | 4–0               | Real Madrid |
| ----------------------------------------------- | ----------------- | ----------- |
| Silva 23' 37' Militão 76' (öngól) Álvarez 90+1' | (2–0) Jegyzőkönyv |             |

| Manchesteri Városi Stadion, Manchester Játékvezető: Szymon Marciniak (lengyel) |

## Döntő
| 2023. június 10. 21:00 |

| Manchester City | 1–0   | Internazionale |
| --------------- | ----- | -------------- |
| Rodri 68'       | (0–0) |                |

| Atatürk Olimpiai Stadion, Isztambul Nézőszám: 71 412 Játékvezető: Szymon Marciniak (lengyel) |